# Кіровоградська область
Кіровогра́дська о́бласть — область у центральній частині України. Утворена 10 січня 1939 року, обласний центр — місто Кропивницький.
Розташована у межиріччі Дніпра і Південного Бугу на півдні Придніпровської височини. Практично вся територія області (за винятком селища Власівка) розташована на правому березі Дніпра. На півночі межує з Черкаською, на північному сході з Полтавською, на сході та південному сході з Дніпропетровською, на півдні з Миколаївською та Одеською, на заході з Вінницькою областями. За однією із версій географічний центр України розташований поблизу Добровеличківки (його координати - 48° 32' пн. ш., 31° 10' сх. д.)

## Географія
Площа області становить 24,6 тис. км² (4,1 % від території України). Протяжність області з півночі на південь становить майже 148 км, із заходу на схід — 335 км.
Крайні точки:
- південна – 47°46´ пн. ш., 32°09´ сх. д.  – розташовується за 1,3 км від с. Юр'ївка Кропивницького району;
- північна – 49°15´ пн. ш.,  32°58' сх. д. – в акваторії Кременчуцького водосховища;’
- західна – 48°23´ пн. ш., 29°48´ сх. д.  – приблизно за 2,5 км від с. Побузьке Голованівського р-ну;
- східна  – 48°54´ пн. ш., 33°53´ сх. д. – в акваторії Кам’янського водосховища, приблизно за 5,7 км від с. Куцеволівка Олександрійського р-ну.

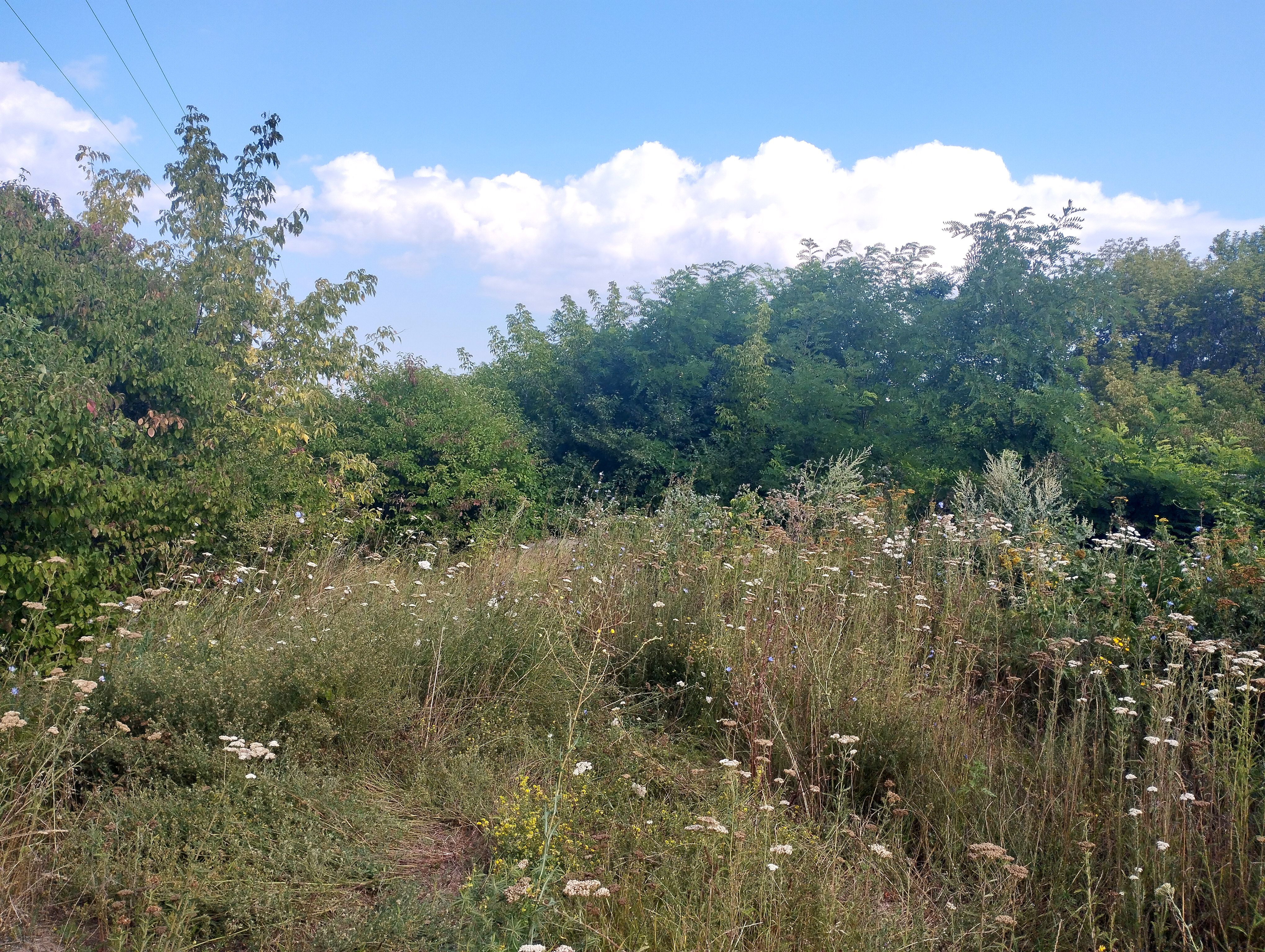
Природа Кіровоградської області

Область знаходиться на межі лісостепової зони із степовою. Північна та західна частина області відноситься до лісостепу. Ліси та чагарники займають 10% площі, найбільше їх залишилося на північному сході (Чорний, Чутянський, Нерубаївський та інші ліси) та на заході (Голочанський, Зелена брама тощо).
Лінія, яка розділяє дані природні зони, приблизно є такою: Капітанівка – Добровеличківка – Новоукраїнка – Родниківка – Знам’янка – Світловодськ. На північ від цієї лінії знаходиться Південно-Придніпровська височинна область, що входить до складу Дністрово-Дніпровського лістостепового краю лісостепу. На південь ж - Південно-придніпровська схилово-височинна область Дністрово-Дніпровського північностепового краю Північностепової підзон. Функціонування двох природних зон стало можливо через зміни кліматичних умов – з півночі на південь збільшується кількість сонячної радіації, сонячних днів, характер опадів тощо.
Більшість території області займає степ, якому характерний більш континентальний клімат у порівнянні із іншими областями даного краю. Дана зона зазнала великого антропогенного впливу через гірничодобувну промисловість (Олександрівський буровугільний басейн, родовища граніту та урану) та сільськогосподарська діяльність (станом на 2020 72% території від області займають рілля).

### Рельєф

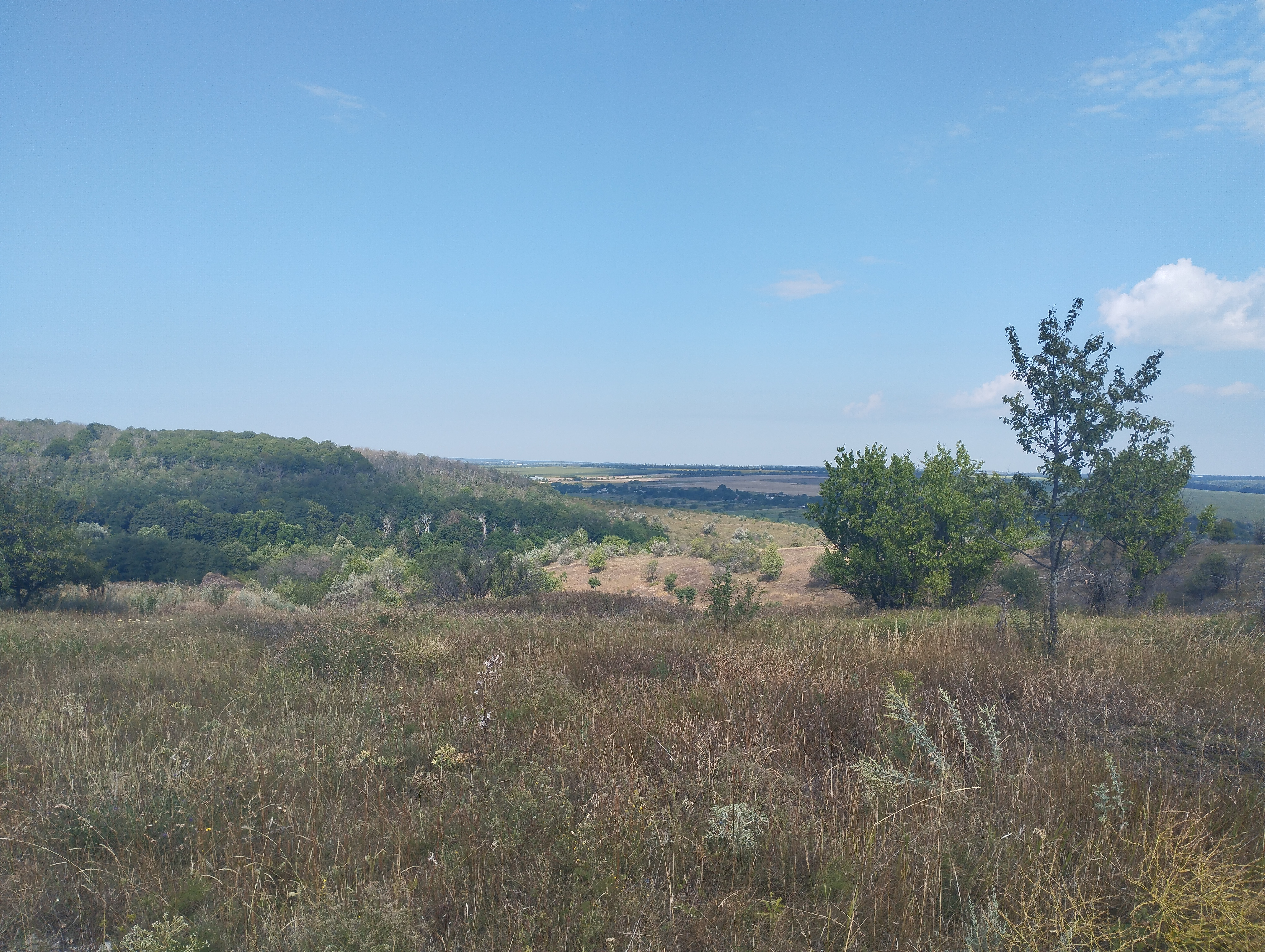
Рельєф області

Область розташовується на південних схилах Придніпровської височини. Поверхня області здебільшого являє собою плато або підвищену хвилясту рівнину, розчленовану густою сіткою річкових долин, балок і ярів. Середня висота плато близько 200 м над рівнем моря. На території області спостерігається різниця абсолютних висот від 90 до 120 м. Найнижчі абсолютні висоти відмічаються на денах річкових долин, а найвищі – на вододільних плато.
Дуже актуальною проблемою є водна ерозія ґрунтів.
На схилах долин річок Тясмину та Інгульця розповсюджені поля зсувів гірських порід та блоково-пластичне зміщення. Зсуви сформувались на схилах, складених плейстоценовими суглинками потужністю близько 7 м.
Характерні фізико-географічні процеси
У порівнянні із іншими адміністративними областями Кіровоградщина немає великих небезпечних та не сприятливих фізико-географічних процесів. Не значною мірою в області поширені зсувні процеси. Протягом 2019-2020 було зафіксовано 280 зсувів, загальною площею 3,26 км2 . Площа порід, яка здатна до карсту, вкрай низька – 1,12 тис. км2 (це одні з найменших значень серед областей). Підтоплення на території області рідко фіксується. Всього було відмічено 51 населений пункт, площею підтоплення 0,057 км2. Осідання земної поверхні над гірничними виробками фіксується в Олександрійському районі на площі 10 кв.км (0,04 % території). Глибина осідань коливається від 3,0 до 5,0 м, довжина осідань не перевищує 20,0 м. На заході Кіровоградщині поширені лесові ґрунти І типу (54,9% від площі), а на сході– ІІ типу (27,8%), а непросідаючих лесових порід – 1,2%. 

### Ґрунти
Ґрунти області характеризуються високою родючістю. Ґрунтовий покрив області характерний для перехідної зони від південного лісостепу до північного степу.
У північній частині області переважають чорноземи потужні малогумусні із вмістом гумусу 5,0 % та середньогумусні із вмістом гумусу трохи більше 5,5 %. Значні площі тут займають чорноземи в різному ступені реградуровані, а також чорноземи опідзолені, темно-сірі опідзолені та сірі опідзолені ґрунти.
Для південно-східних районів найпоширенішими ґрунтами є чорноземи звичайні, середньо — та малогумусні, а в південній частині — чорноземи звичайні малогумусні малопотужні, присутні незначні поклади карпатських ґрунтів.
За механічним складом ґрунти північних районів — важкосуглинисті, південних — легкосуглинисті, а в Придніпров'ї — легко — та середньосуглинисті.
Найбільший середньозважений показник вмісту рухомих форм було зафіксовано в Кіровоградській – 1,43 мг/кг ґрунту.

### Гідрографія
Річки області належать до систем Дніпра і Південного Бугу. Значущі притоки Дніпра — Тясмин, Інгулець і Цибульник, Південного Бугу — Інгул, Синюха і Синиця.

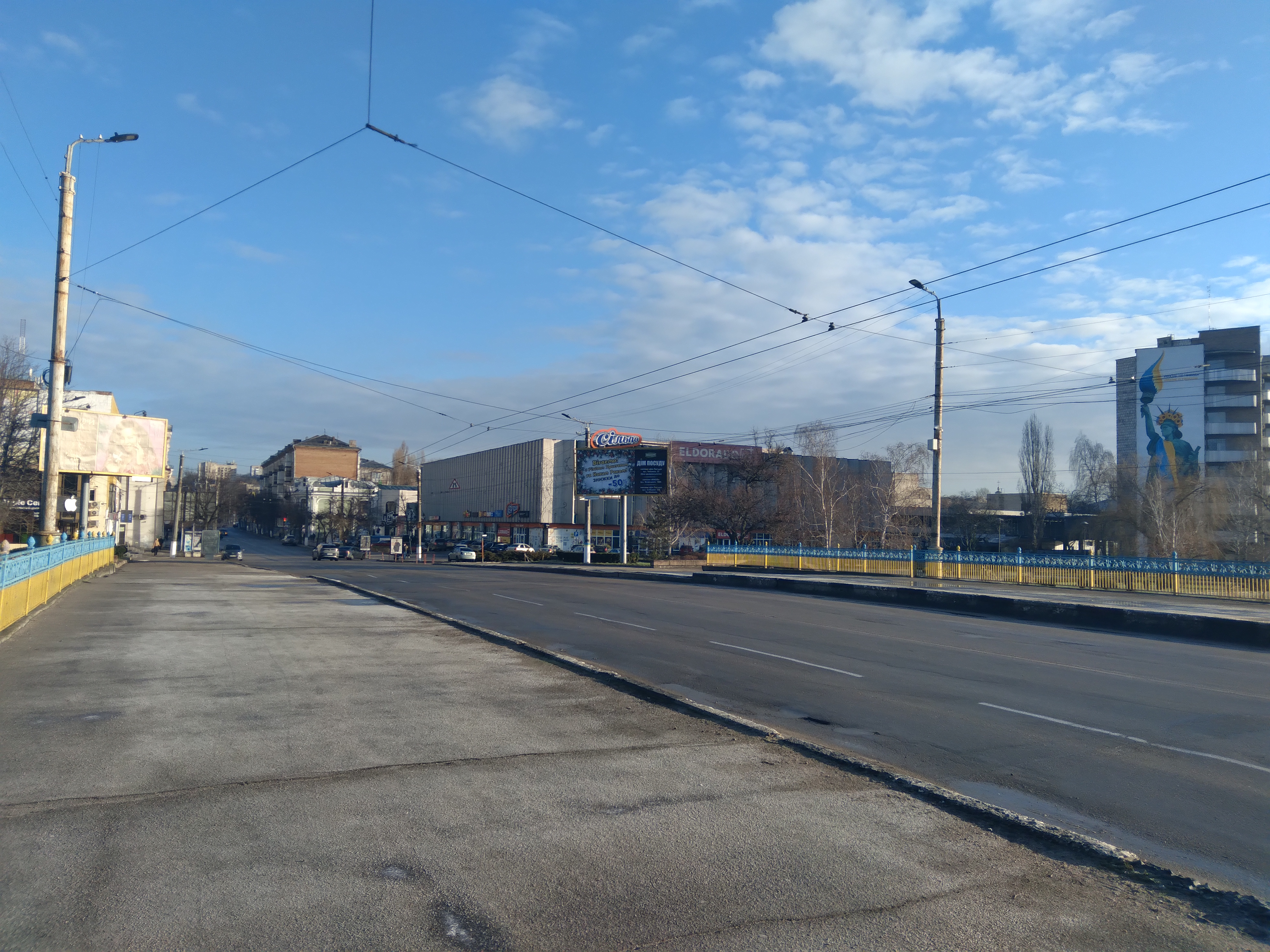
Міст через Інгул у Кропивницькому

Водні ресурси Кіровоградщини представлені річками, водосховищами, ставками та підземними водами. В області нараховується 438 великих і малих річок протяжністю 5,6 тис.км, серед яких найбільші — Інгулець, Синюха, Велика Вись, Інгул, Ятрань. За кількістю водосховищ та ставків (85 та 2185 відповідно) область займає третє місце серед областей України. Зате вона має найменші запаси природних підземних вод.
Гідрологічні ресурси є слабкими. Більша західна частина Кіровоградської області належить басейну Південного Бугу, а східна – Дніпру. Вздовж р. Дніпро щільність річкової мережі басейну сягає 0,19 км/км2, загалом на більшій території області цей показник становить 0,2-0,3 км/км2, інколи досягає значень 0,33 км/км2. Води річок є досить каламутними – більшій частині області характерні значення від 250 до 500 500 грам на м3 та і більше 500 грам на м3. Середній багаторічний стік річок є незначним – від 1,2 до 2,5 літр/сек з км2. Той самий характер стосується і поверхневого стоку річок – від 30 до 50 мм. Північна частина має вищі значення валового зволоження території – від 500 до 550 мм проти 450 до 500 мм на півдні. Середня багаторічна розрахункова норма випаровування з поверхні малих водойм у безльодоставний період є великою – із заходу на схід значення зростають від 600 до 800 мм.

### Клімат
Розташування в центрі України у помірному континентальному кліматі зумовили характерні кліматичні умови. Клімат є помірно-континентальним, помірно-теплим. Зима м'яка, з частими відлигами, а літо спекотне. 
Область є досить забезпеченою сонячними ресурсами – тривалість сонячного сяйва за рік сягає 2000-2200 годин, сумарна радіація у межах 4400-4600 МДж/м2, на півдні області досягає до 4800 Мдж/м2, радіаційний баланс також є значним – від 1800 до 1900 МДж/м2.
Температури поверхні ґрунту в липні сягають + 21 — 22 °C, у січні — від -7 до -6 ℃ на півночі, на півночі — від -6 до -5 ℃. Атмосферний тиск на рівні моря у липні становить від 1012 до 1013 ГПа, на заході області – від 1013 до 1014, у січні цей параметр є трохи вищим, ніж у улітку - від 1020 до 1021 ГПа.
Опади випадають найчастіше влітку і восени у вигляді дощів. Середньорічна кількість опадів збільшується із південного сходу на північний захід від 450 до 600 мм. Таке збільшення притаманне і теплому періоду – від 300 до 400 мм, а у холодний – здебільшого від 175 до 200 мм, також смугою на заході – від 200 до 225 мм.
Розподіл за атмосферними явищами є наступним: дні із туманами - від 60 до 70, із грозою – від 15 до 25, із градом - 1-2, із пиловими бурями – від 3 до 9, із хуртовиною: на східному краю області – від 10 до 15 днів, на решті території – від 5 до 10, із ожеледдю – від 10 до 30 днів (навколо Кропивницького найвищі значенні, далі від міста вони знижуються).
Кількість ясних днів (сумарно за рік) для території із північного сходу через центр на захід становить від 20 до 30 днів, на південному-сході – від 40 до 50. Похмурі дні (сумарно за рік) переважають: для більшої частини території – від 120 до 130 похмурих днів, а на заході – від 130 до 140.

### Природні ресурси
Область має порівняно великі запаси деяких мінеральних ресурсів.
З паливних ресурсів тут є поклади бурого вугілля в м. Олександрія.
Вагоме енергетичне значення мають значні (світового масштабу) поклади уранових руд.
На лісові та водні ресурси область бідна. Гідроресурси річок обмежені. Є значні запаси підземних вод.

#### Природно-рекреаційний потенціал
- Заповідник Хутір Надія;
- Заповідник Карпенків край;
- Чорний ліс;
- Дендропарк «Веселі Боковеньки».

Окрасою краю та місцем відпочинку є лісові насадження, 400-літні дуби, цілющі джерела. Загальна площа лісового фонду становить 179,1 тис. га. Основні рекреаційні ресурси на Кіровоградщині — оздоровчі (м'який клімат, мальовничі береги річок і водосховищ). Діють 3 санаторії та пансіонати з лікуванням, 4 будинки і пансіонати відпочинку, численні бази відпочинку, профілакторії та дитячі табори відпочинку.

#### Корисні копалини
Мінерально-сировинний потенціал області має понад 340 родовищ корисних копалин, із яких 107 — розробляються. Це буре вугілля, рудна сировина (залізо, нікель), сировина для атомної енергетики (уран), нерудні корисні копалини.
Відкриті в останні десятиріччя золоторудні родовища — основа для створення у майбутньому золотовидобувної та золотопереробної галузі в області. За даними геологів, існує ймовірність відкриття родовищ платини, алмазів, хрому та рідкісних металів.

### Рослинний та тваринний світи
Характер рослинного та тваринного світу відзначається перебуванні у двох природних зонах. Водночас через людську діяльність, зокрема розорення степових ландшафтів, значна кількість видів флори та фауни зникли, або ж перебувають на межі зникнення. Так, серед цієї категорії рослин можна виділити: астрагал шерстистоквітковий, ковила волосиста, коручка болотна, любка дволиста, ірис злаколистий, ірис понтичний, рястка Буше, лілія лісова, підсніжник звичайний, сон великий, барвінок малий, валеріана лікарська, звіробій звичайний, конвалія звичайна, льон жовтий та інші. 165 одиниць видів рослин та грибів є під охороною (0,6% від загальної кількості видів України).
При тому, що понад 76% території степу є розореним, природна степова трав’яна рослинність все ще зберігається на схилах річкових долин та балок, на узліссях. Досить добре була збережена лучна та болотна рослинність у заплавах річок. У лісостеповій частині області в заплавах менше відчувається вплив засолення, менше гранітних відслонень зі своєрідним рослинним світом.
Майже всю територію області займають два види степової рослинності: на півночі це лугові степи і остепненні луки, а на півдні - різнотравно-типчаково-ковилові степи. У північно-східній та західній частинах Кіровоградщини можна зустріти дубові ліси з дуба звичайного, а також сільськогосподарські землі на місці букових, дубово-букових і грабово-букових лісів. Вздовж річок Інгул, Інгулець, Синюха та Південний Буг можна зустріти солонцьово-солончакові заплавні.
Ліси і чагарники в степовій зоні проявляються у переважно формі байраків. Вони зустрічають в балках, у яких вони захищені від руйнівних степових вітрів. У межах Кропивницького району знаходиться один цікавий об’єкт, який важливий для екосистеми степової частини області - дендрологічний парк Веселі Боковеньки, у якому знаходиться приблизно 1000 видів і форм дерев та чагарників, серед яких рідкісні дуб гірський, тюльпанне дерево, гібридні форми дупа, тополі тощо.
У лісостеповій збереглися значні лісові масиви на вододілах – Чорний ліс, Нерубайський ліс та інші, які дуже розчленовані ярами та балками. Здебільшого це свіжі діброви, у яких переважать дуби, ясен, в’яз, сухі діброви з дубом, кленом, липою. Підлісок даних лісів є досить розвиненим. Він складається із ліщини, бересклета, калини, крушини, терена тощо. Також на схилах долин та річок можна зустріти чагарники з терену, крушини, глоду та шипшини, а в заплавах річок – зарості верби, осики, груші, яблуні, ясена, чорної вільхи тощо. 
Рослинний світ області відображає типову екосистему лісостепу, хоча велика її частка розкопана і в даний час представлена ріллею. Серед дерев в області переважають:
- Абрикоса
- Акація біла
- Американський клен
- Берест
- Верба біла
- Вишня
- Гіркокаштан
- Гледичія колюча
- Горіх волоський
- Горобина звичайна
- Груша звичайна
- Дуб черешчатий
- Клен звичайний
- Липа широколиста

У тваринному світі в області наявні понад 360 видів, які відомі Дніпровсько-Бузького лісостепового зоогеографічного району. Це, насамперед, 65 видів ссавців (борсук, кабан, вовк, зайці, лисиці, видра річкова, олень), птахів – 279 (беркут, сова, жайворонки, ворони, грачі, дятли, зозулі, ластівки), плазунів (вуж, гадюка) - 13, амфібій – 11 (жаба). Крім того, водойми області населяє 61 вид риб, з яких найбільш численними є представники ряду карпоподібних (35 видів).
Майже третина видів тварин області занесені до Червоної книги України (61 вид ссавців, 43 види птахів, 4 види плазунів). Вони в основному розміщуються на територіях, що охороняються. Окрім цього, близько 25 видів (5 видів ссавців, птахів -10, комах – 8) занесені до Європейського Червоного списку як ті, що перебувають під загрозою зникнення у світовому масштабі.
На території Кіровоградської області наявно 2 природних ядра – Шурхинське та Боковеньківське, як складові екологічного каркасу коридору України.

## Історія

Знак при в'їзді до Кіровоградської області на трасі Кременчук — Кропивницький. Олександрійський район

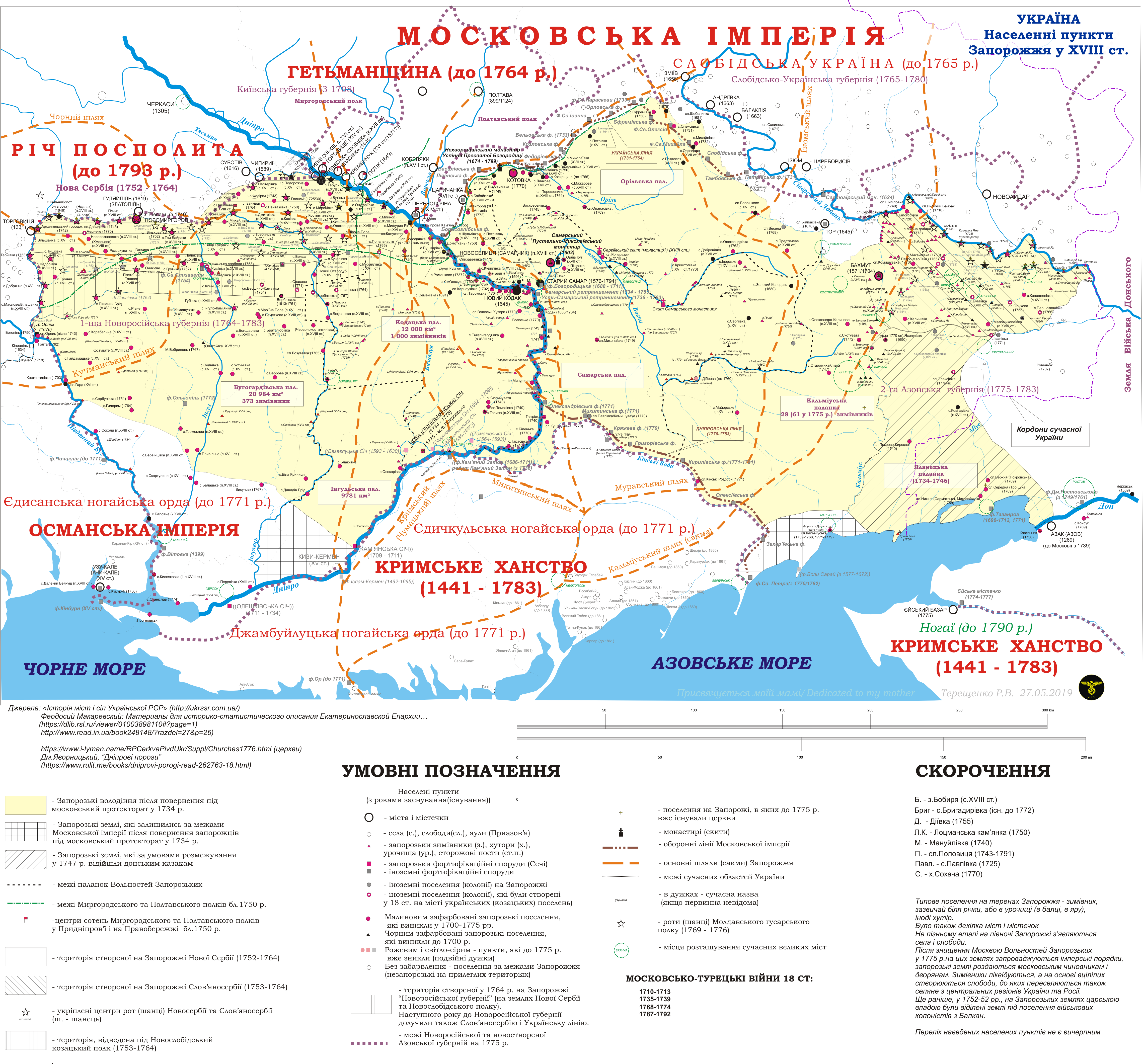
Кіровоградщина як західна частина Запорожжя 18 ст.

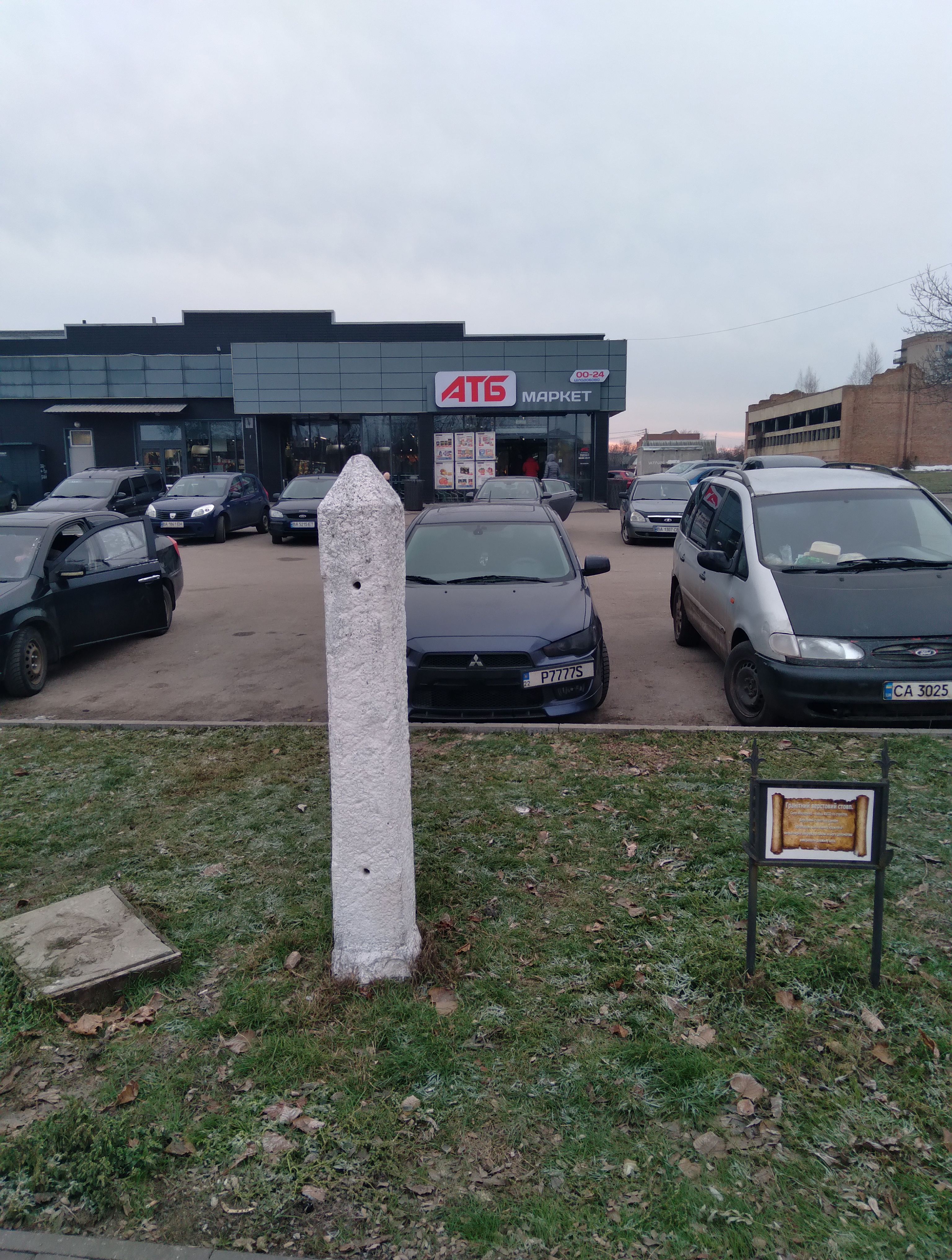
Один з унікальних верстових стовпів якими козаки позначали свою територію (знайдений у селі Мошорине)

Кіровоградська область є цікавою і багатою в археологічному плані — тут знайдено викопні пам'ятки, що засвідчують перебування людини на землях сучасної Кіровоградщини з часів пізнього палеоліту. Особливо ж цікавими є знахідки поховань пізнішого часу, наприклад, предмети з розкопок кургану неподалік села Веселівки Новомиргородського району доби бронзи (2 тисячоліття до н. е.). Розкопки поховань, кількість яких обраховується десятками, провадяться не лише на периферії, а й у межах обласного центру — так, у 2000-х сенсаційні знахідки були виявлені в ході розкопок на кропивницькій вулиці космонавта Попова.

### Назва
У зв'язку з перейменуванням м. Кіровоград на Кропивницький 2018 р через декомунізацію в Україні у Верховну Раду було внесено законопроєкт про перейменування області на Кропивницьку, який був схвалений. 5 лютого 2019 р. Конституційний суд затвердив рішення Верховної радияке?. Місцева облрада підтримала пропозицію про перейменування в березні 2021 року, однак відтоді вона застопорилася у Верховній Раді.

## Адміністративно-територіальний устрій

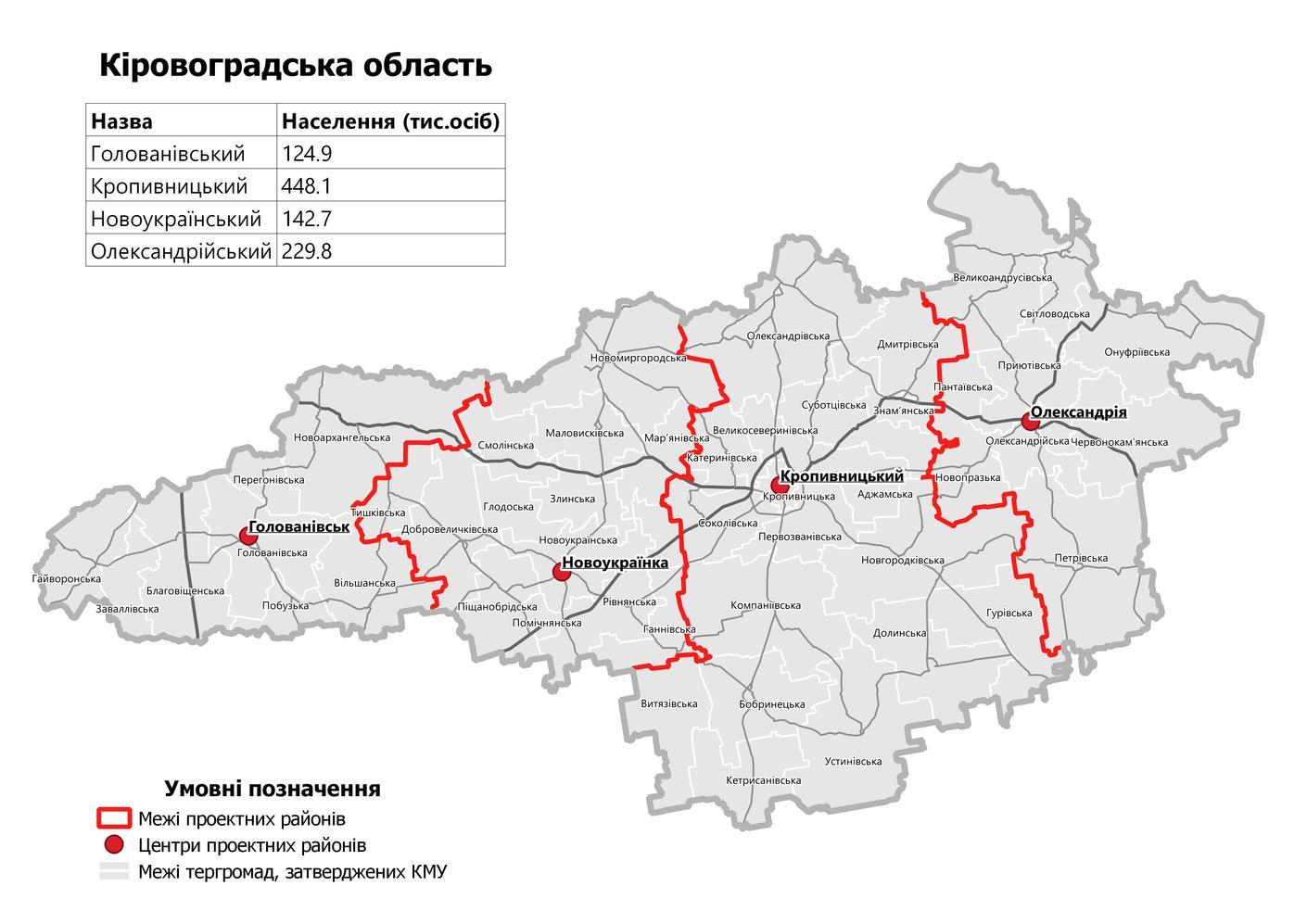
Адміністративно-територіальний устрій області

### Загальна інформація
Адміністративний центр області — місто Кропивницький.
У складі області:
- районів — 4[15];
- районів у містах — 2;
- населених пунктів — 1030, в тому числі:
  - міського типу — 39, в тому числі:
    - міст — 12, в тому числі:
      - міст обласного значення — 4;
      - міст районного значення — 8;

    - селищ міського типу — 27;

  - сільського типу — 991, в тому числі:
    - сіл — 973;
    - селищ — 18.

У системі місцевого самоврядування:
- районних рад — 21;
- районних рад у містах — 2;
- міських рад — 12;
- селищних рад — 27;
- сільських рад — 376.

### Райони
| № | Назва            | Адміністративний центр | Адміністративний устрій |
| - | ---------------- | ---------------------- | ----------------------- |
| 1 | Голованівський   | с-ще Голованівськ      | Адм. устрій             |
| 2 | Кропивницький    | м. Кропивницький       | Адм. устрій             |
| 3 | Новоукраїнський  | м. Новоукраїнка        | Адм. устрій             |
| 4 | Олександрійський | м. Олександрія         | Адм. устрій             |

### Міста обласного значення
- Кропивницький
- Олександрія
- Знам'янка
- Світловодськ

### Райони у містах
| № | Район       | Входження        |
| - | ----------- | ---------------- |
| 1 | Фортечний   | м. Кропивницький |
| 2 | Подільський | м. Кропивницький |

## Населення
Населення області на 1 січня 2005 року становило 1085,7 тис. чол. (2,3 % населення України). Середня густота населення — 45,3 чол./км² при 80 чол./км² в Україні.
За даними на 1 липня 2021 року — 912,5 тис. чол.

### Національний склад
Національний склад населення Кіровоградської області станом на 2001 рік:
| №  | Національність | Кількість осіб | %     |
| -- | -------------- | -------------- | ----- |
| 1  | Українці       | 1 014 616      | 90,13 |
| 2  | Росіяни        | 83 929         | 7,46  |
| 3  | Молдовани      | 8 274          | 0,74  |
| 4  | Білоруси       | 5 550          | 0,49  |
| 5  | Вірмени        | 2 994          | 0,27  |
| 6  | Болгари        | 2 205          | 0,2   |
| 7  | Євреї          | 1 066          | 0,09  |
| 8  | Цигани         | 926            | 0,08  |
| 9  | Азербайджанці  | 793            | 0,07  |
| 10 | Поляки         | 556            | 0,04  |
| 11 | Інші           | 4 795          | 0,43  |
|    | Разом:         | 1 125 704      | 100,0 |

### Мова

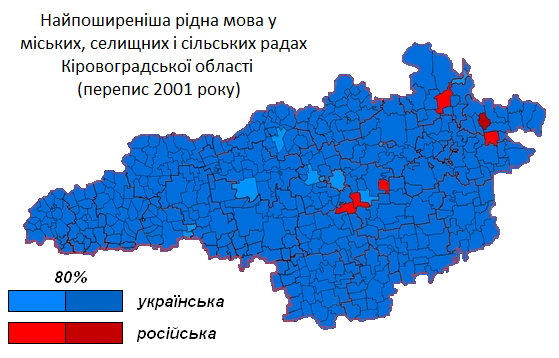
За даними перепису населення України 2001 року, українська мова була рідною для майже 89 % населення Кіровоградської області: вона була панівною в усіх міських та селищних радах, а також в абсолютній більшості сільських рад області. Російська мова була найпоширенішою в шести сільських радах, водночас у п'яти з них понад 20 % населення вказали українську мову рідною. Всі переважно російськомовні сільські ради були оточені переважно українськомовними місцевими радами.

Рідна мова населення області за результатами переписів, %
|            | 1959 | 1970 | 1989 | 2001 |
| ---------- | ---- | ---- | ---- | ---- |
| українська | 86,9 | 87,4 | 83,3 | 88,9 |
| російська  | 10,7 | 11,4 | 15,1 | 10,0 |
| інша       | 2,4  | 1,2  | 1,6  | 1,1  |

#### Опитування
27 жовтня 2023 року, у День української писемності та мови, під час другого засідання Консультативної ради з питань розвитку та функціонування української мови були презентовані результати соціологічного дослідження "Мова (не) на часі?", яке тривало в Кіровоградській області з 12 до 22 жовтня 2023 року й у якому взяли участь 3768 жителів області. 96,7 % опитаних заявили, що вважають українську мову рідною, 2,6 % — що вважають такою російську. Українською в побуті розмовляли 66,4 % респондентів, суржиком — 29,4 %, російською — 3,4 %. Про перевагу української у своєму середовищі сказали 63,5 % опитаних, про перевагу суржику — 32,9 %, про перевагу російської — 3,2 %. 96,3 % респондентів заявили, що вважають українську мову важливим атрибутом незалежності України. Окрім цього, результати опитування виявили, де в суспільстві переважають порушення мовного законодавства: 52 % респондентів вказали, що часто зустрічаються з ситуацією порушення використання української мови як державної у сфері обслуговування, 42,8 % — що книг та друкованих видань українською мовою у бібліотеках або у вільному продажу недостатньо, 25,7 %  — що бачили порушення у сфері телебачення, радіомовлення, ЗМІ та рекламі. На запитання «Які існують бар'єри на шляху переходу з російської на українську мову?» 36,6 % відповіли «Відсутність розуміння важливості спілкування українською», 28,6 % — «Споживання російськомовного контенту», 24 % — «Відсутність мотивації і бажання вивчати українську», 23,2 % — «Сім'я/родина спілкується російською», 15,3 % — «Відсутність українськомовного оточення». Водночас 34,9 % заявили, що бар'єрів на шляху переходу з російської на українську немає. На запитання «Які заходи потрібно запровадити задля збільшення використання української мови в суспільстві?» 42,3 % відповіли «Посилення відповідальності за порушення мовного закону», 32,8 % — «Тренінги, онлайн-курси з вивчення української мови», 31,7 % — «Видання та поповнення бібліотек українськими книжками», 26,2 % — «Культурно-мистецькі (концерти, вистави тощо)», 26,1 % — «Освітні телепрограми». 21,7 % респондентів заявили, що достатньо заходів впроваджено. Щоб посилити позиції української мови, члени ради рекомендували людям насамперед створити українськомовне оточення, для цього:
- налаштувати гаджети українською мовою;
- слухати українську музику й дивитися фільми українською;
- спілкуватися державною мовою;
- бути активними у заходах, пов’язаних з українськими традиціями, фольклором, культурою;
- збільшувати свій словниковий запас — читати українськомовну літературу[22][23].

## Злочинність
Рівень злочинності за 2012 рік на 10 тис. населення складає 106,1 злочинів, з них 41,4 тяжких та особливо тяжких.

## Обласна влада

### Керівники Кіровоградщини
Голови облвиконкому:
- 1939—1941 Іщенко Віталій Павлович
- 1944—1949 Іщенко Віталій Павлович
- 1949—1953 Комяхов Василь Григорович
- 1953—1963 Турбай Григорій Автономович
- 1963—1964 Турбай Григорій Автономович (голова сільського ОВК)
- 1963—1964 Кравченко Леонід Гаврилович (голова промислового ОВК)
- 1964—1965 Кириченко Микола Карпович
- 1965—1975 Кошевський Петро Сидорович
- 1975—1980 Максименко Дмитро Павлович
- 1980—1990 Желіба Володимир Іванович
- 1990—1991 Сухомлин Микола Олексійович
- 1991—1992 Желіба Володимир Іванович
- 1992—1995 Сухомлин Микола Олексійович

Голови ОДА:
- 07.07.1995 — 17.09.1996 Сухомлин Микола Олексійович
- 22.09.1996 — 02.10.1998 Громовий Михайло Пилипович
- 02.10.1998 — 02.02.1999 Башкіров Михайло Володимирович
- 08.02.1999 — 03.11.1999 Кальченко Валерій Михайлович
- 03.11.1999 — 15.07.2003 Моцний Василь Кузьмович
- 15.07.2003 — 05.03.2004 Черновол Михайло Іванович
- 05.03.2004 — 27.01.2005 Компанієць Василь Олександрович
- 27.01.2005 — 03.05.2006 Зейналов Едуард Джангірович
- 04.05.2006 — 03.08.2006 Ревенко Анатолій Дмитрович (в.о.)
- 03.08.2006 — 01.11.2007 Черниш Вадим Олегович
- 01.11.2007 — 12.12.2007 Ревенко Анатолій Дмитрович (в.о.)
- 12.12.2007 — 27.06.2009 Моцний Василь Кузьмович
- 22.09.2009 — 06.04.2010 Мовчан Володимир Петрович[27]
- 06.04.2010 — 09.01.2013 Ларін Сергій Миколайович[28]
- 09.01.2013 — 02.03.2014 Ніколаєнко Андрій Іванович[29]
- 02.03.2014 — 16.09.2014 Петік Олександр Владиславович
- 16.09.2014 — 11.06.2019 Кузьменко Сергій Анатолійович
- 11.06.2019 — 27.06.2019 Коваленко Сергій Петрович (в.о.)
- 27.06.2019 — 08.11.2019 Лобанова Світлана Василівна (в.о.)
- 08.11.2019 — 27.06.2020 Балонь Андрій Богданович[30]
- 27.06.2020 — 27.08.2020 Кузьмін Ігор Валерійович (в.о.)
- 27.08.2020 — 15.04.2021 Назаренко Андрій Валерійович[31]
- 15.04.2021 — 27.05.2021 Жалдак Валерій Олександрович (т.в.о.)
- 27.05.2021 — 07.03.2022 Чорна Марія Володимирівна
- з 07.03.2022 — Райкович Андрій Павлович

Перші Секретарі обласного комітету КП(б)У:
- 1939—1940 Мірошкін Олександр Якимович
- 1940—1941, 1943—1946 Горенков Федір Степанович
- 1946—1949 Петров Григорій Гаврилович
- 1949—1950 Стоянцев Олексій Андрійович
- 1950—1952 Позаненко Василь Васильович
- 1952—1954 Найдек Леонтій Іванович

Перші Секретарі обласного комітету КПУ:
- 1954—1955 Найдек Леонтій Іванович
- 1955—1963 Мартинов Федір Гнатович
- 1963—1964 Кириченко Микола Карпович
- 1964—1965 Дорошенко Петро Омелянович
- 1965—1967 Кириченко Микола Карпович
- 1967—1982 Кобильчак Михайло Митрофанович
- 1982—1990 Самілик Микола Гнатович
- 1990—1991 Мармазов Євген Васильович

Голови Обласної Ради народних депутатів:
- 1990—1992 Желіба Володимир Іванович
- лютий—березень 1992 Сухомлин Микола Олексійович
- 1992—1994 Долиняк Володимир Андрійович
- 1994—1999 Сухомлин Микола Олексійович
- 1999—2006 Сибірцев Василь Іванович
- 2006—2010 Сухомлин Микола Олексійович
- 2010—2014 Ковальчук Микола Михайлович
- 2014—2020 Чорноіваненко Олександр Анатолійович
- 2020—2023 Шульга Сергій Павлович
- 2023—т. ч. Дрозд Юрій Васильович

## Економіка
Кіровоградська область по структурі економіки є аграрно-індустріальною. На території Кіровоградської області розміщені об’єкти уранодобувної, харчової, машинобудівної, енергетичної промисловості та підприємства агропромислового комплексу.
У структурі валового випуску продукції займають:
- сільське господарство — 32,1 %
- промисловість — 28,1 %
- транспорт і зв'язок — 11,6 %
- житлово-комунальне господарство — 5,1 %
- інші галузі матеріального і нематеріального виробництва — 23,1 %

### Промисловість
У структурі промислового виробництва регіону найбільшу питому вагу мають харчова промисловість, машинобудування та металообробка, електроенергетика, промисловість будівельних матеріалів. Серед галузей харчової промисловості провідна роль належить цукровому виробництву, в області працює 11 цукрових заводів. У структурі виробництва товарів народного споживання частка продовольчих товарів становить 83 %. Загалом у регіоні на самостійному балансі перебувають 254 промислові підприємства, функціонує 455 малих промислових підприємств.

### Сільське господарство
Кіровоградська область здавна відома як регіон із добре розвинутим сільськогосподарським виробництвом. У галузевій структурі валової продукції сільського господарства провідне місце належить рослинництву, питома вага якого становить 73 %, тваринництва — 27 %.
Основні зернові культури, що вирощуються в області, — озима пшениця, ячмінь, соя, кукурудза на зерно, зернобобові, гречка та просо. Значне місце серед технічних культур займає соняшник і цукровий буряк.
У садівництві переважними напрямками є вирощування яблук, груш, слив, вишень і ягідних культур.
Основою тваринництва є розведення великої рогатої худоби, свиней, овець, птиці.
Питома вага виробництва основних видів сільськогосподарської продукції у загальному обсязі її виробництва в Україні становить: по соняшнику — 10 %, зернових і зернобобових — 6,7 %, цукровому буряку (фабричному) — 5,2 %, м'ясу — 3,0 %, молоку — близько 2,8 %.
Розведенням племінних коней займаються 2 кінні заводи і 2 племінні ферми. Основні породи, що розводяться у кінзаводах і племфермах — чистокровна верхова і українська верхова.
Площа зрошуваних земель у Кіровоградській області становить 51,3 тис. га, з них — 21,2 тис. га міжгосподарських систем

### Транспорт і зв'язок
Основні залізничні вузли — Знам'янка, Помічна, Гайворон, Долинська. Розвинений автотранспорт. На Дніпрі розвинене судноплавство (пристань Світловодськ). Авіалінії з'єднують Кропивницький із великими містами України.

## Засоби масової інформації

### Телеканали

#### Регіональні
- Суспільне Кропивницький

#### Місцеві
- TTV (Кропивницький)
- КТМ (Олександрія)

### Радіостанції

#### Регіональні
- Українське радіо. Кропивницький

#### Місцеві
- Долинське радіо (Долинська)
- АБ-Радіо (Кропивницький)
- Голос Петрівщини (Петрове)
- Радіо Маяк (Олександрія)

## Соціально-гуманітарна сфера

### Освіта і наука
У Кіровоградській області наукові дослідження проводяться переважно академічними і галузевими науковими організаціями та науковими підрозділами вищих навчальних закладів І—IV рівнів акредитації.
У 2000 р. в області зосереджувалося 13 організацій, які виконують наукові та науково-технічні роботи, де в основній діяльності зайнято 0,7 тис. осіб, в тому числі 0,4 — дослідники. Всього чисельність фахівців становить 0,5 тис. осіб, із них із науковим ступенем докторів наук — 17 осіб і кандидатів наук — 38. Чисельність працівників-сумісників, які виконують наукові та науково-технічні роботи, становить 200 осіб, із них 22 доктори і 58 кандидатів наук.
В області працює 14 академіків і членів-кореспондентів, а також 34 доктори і 449 кандидатів наук, які зайняті в економіці області.
Фінансування наукових та науково-технічних робіт становить 3,4 млн грн, у тому числі за рахунок держбюджету — 1,2, власних коштів — 0,9, коштів замовника — 1,3, тобто в структурі фінансування за джерелами переважають власні кошти. Обсяг робіт, виконаних власними силами наукових організацій, становить 3,3 млн грн (у фактичних цінах), основна частина яких —  це науково-технічні розробки (2,7 млн грн). Фундаментальні, прикладні дослідження і науково-технічні послуги становлять відповідно 0,09, 0,46 і 0,11 млн. гривень.
Наука та освіта Кіровоградщини [Архівовано 20 лютого 2007 у Wayback Machine.], список сайтів

#### Вищі навчальні заклади області

##### Державні
- Центральноукраїнський державний педагогічний університет [Архівовано 17 липня 2006 у Wayback Machine.] ім. В. К. Винниченка
- Державна льотна академія України [Архівовано 2 березня 2009 у Wayback Machine.]
- Центральноукраїнський національний технічний університет (ЦНТУ)
- Кіровоградський юридичний інститут Харківського національного університету внутрішніх справ (КірЮІ ХНУВС)

##### Недержавні
- Кіровоградський інститут комерції
- Соціально-педагогічний інститут «Педагогічна академія»

### Культура
Культура та мистецтво Кіровоградщини [Архівовано 20 лютого 2007 у Wayback Machine.], список сайтів
- Обласний Академічний музично-драматичний театр ім. М. Л. Кропивницького
- Ляльковий театр
- Аматорський студентський театр «Резонанс»
- Аматорський англомовний театр «The Little Globe Theatre»
- Кіровоградська обласна філармонія (сайт філармонії [Архівовано 2 серпня 2009 у Wayback Machine.])
- Академічний театр музики пісні і танцю «Зоряни» (сайт «Зорян»)
- Кіровоградський обласний художній музей (сайт музею [Архівовано 18 вересня 2017 у Wayback Machine.])

### Релігія

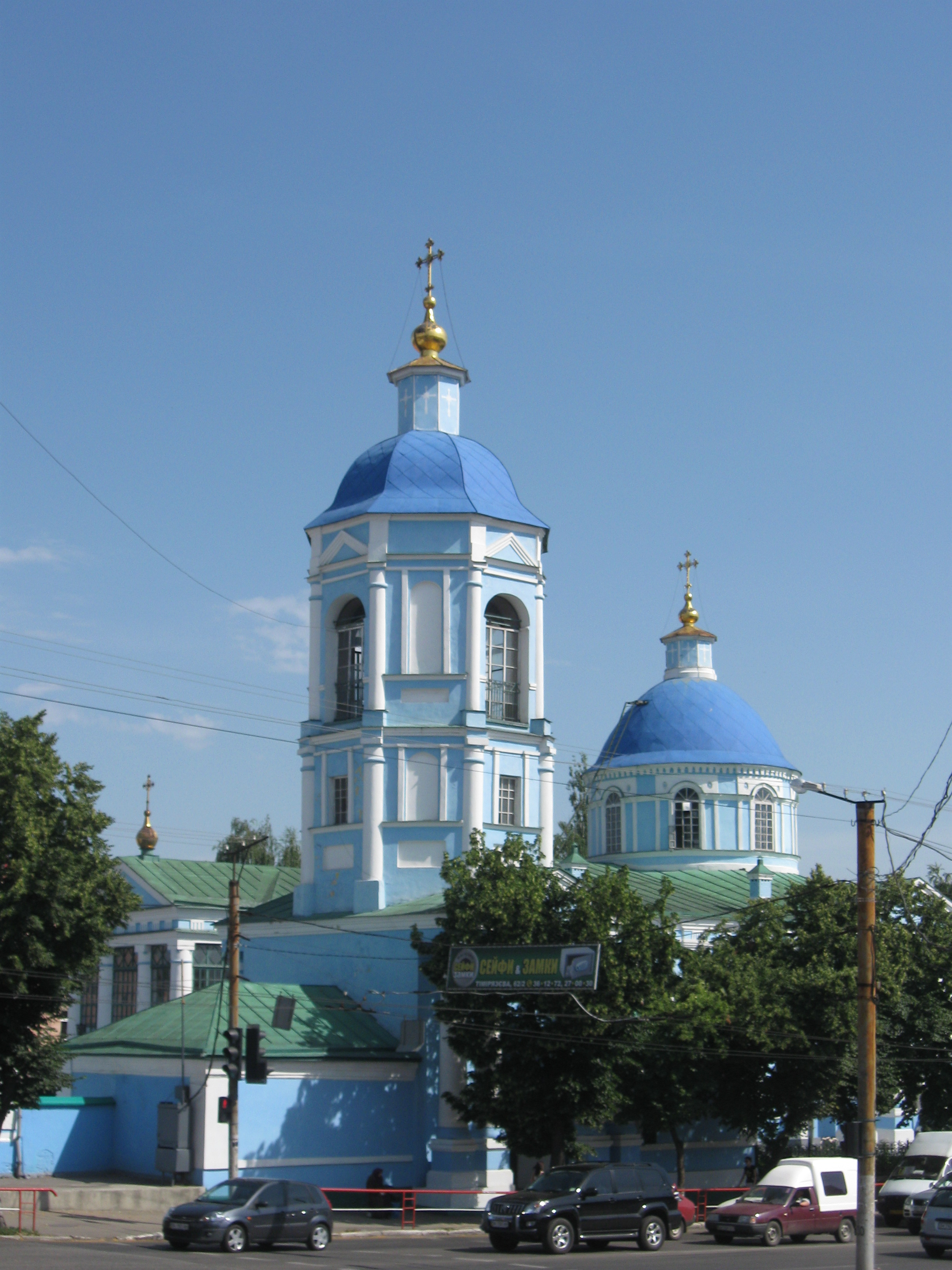
Кафедральний собор Різдва Богородиці в Кропивницькому

Основною релігійною конфесією на території області є християнство, що з'явилося тут, імовірно, ще в часи Київської Русі.

#### Православ'я
Православ'я на території сучасної Кіровоградської області остаточно закріпили запорізькі козаки, що ревно захищали свою віру, зводили і прикрашали православні храми. Після входження цих територій до Російської Імперії та юрисдикційного перепідпорядкування Київської митрополії Московському патріархату, на території Новослобідського козацького полку була зведена фортеця святої Єлисавети. В околицях фортеці стали селитися переселенці — більшість з яких були православними або старообрядцями. Згодом фортеця перетворилася на місто Єлисаветград. До 1757 року територія області відносилася до Київської митрополії, потім переважно до Переяславської єпархії, а з 1775 до Словенської (згодом названа Катеринославською) єпархії. Із 1796 року ці землі увійшли до складу Херсонської єпархії. У 1880 році при Херсонській єпархії було відкрито Єлисаветградське вікаріатство. Після революції, Православ'я в регіоні, як і всюди в Україні, зазнало великих гонінь, через це було вбито і заслано безліч віруючих, священників і єпископів. У 1942–1944 роках існувала Єлисаветградська єпархія Української автокефальної православної церкви. 1947 року було створено Кіровоградську єпархію Українського екзархату Російської православної церкви, що з 1991 року стала єпархією Української православної церкви (Московського патріархату). З 1992 року вона стала відповідати межам області, а в 2007 східні райони області були виділені в окрему Олександрійську єпархію. Згодом була також створена Кіровоградська єпархія Української православної церкви Київського патріархату.
Станом на 1 січня 2009 року в області Українська православна церква (Московського патріархату) мала дві єпархії, де налічувала 212 парафій та 2 монастирі з 28 ченцями і черницями, 175 священнослужителів, 28 недільних шкіл та 7 періодичних видань. Українська православна церква Київського патріархату мала одну єпархію із 72 парафіями, одним монастирем, 23 священнослужителі, 5 недільних шкіл та 2 періодичні видання. Українська автокефальна православна церква мала 10 парафій та 4 священнослужителя. Старообрядці мали 4 громади та 2 священнослужителя. Інша православні релігійні організації — 3 громади і 3 священнослужителя.

#### Протестантизм
Станом на 1 січня 2009 року в області були найпоширеніші такі протестантські організації:
- Всеукраїнський союз об'єднань євангельських християн-баптистів — 1 управління, 92 громади, 2 місії, 50 недільних шкіл, 94 священнослужителі.
- Всеукраїнський союз церков християн віри євангельської—п'ятидесятників — 1 управління, 53 громади, 1 місія, 15 недільних шкіл, 1 періодичне видання, 60 священнослужителів.
- Українська уніонна конференція церкви адвентистів сьомого дня — 26 громад, 8 недільних шкіл, 1 періодичне видання, 27 священнослужителів[32].

#### Католицизм
1 січня 2009 року в області налічувалося 4 громади і 3 священнослужителі Греко-католицької церкви та 3 громади, 1 недільна школа і 4 священнослужителі Римо-католицької церкви.

#### Інші релігії
В області діють громади й інших релігій: юдейські, мусульманські тощо.

## Туризм

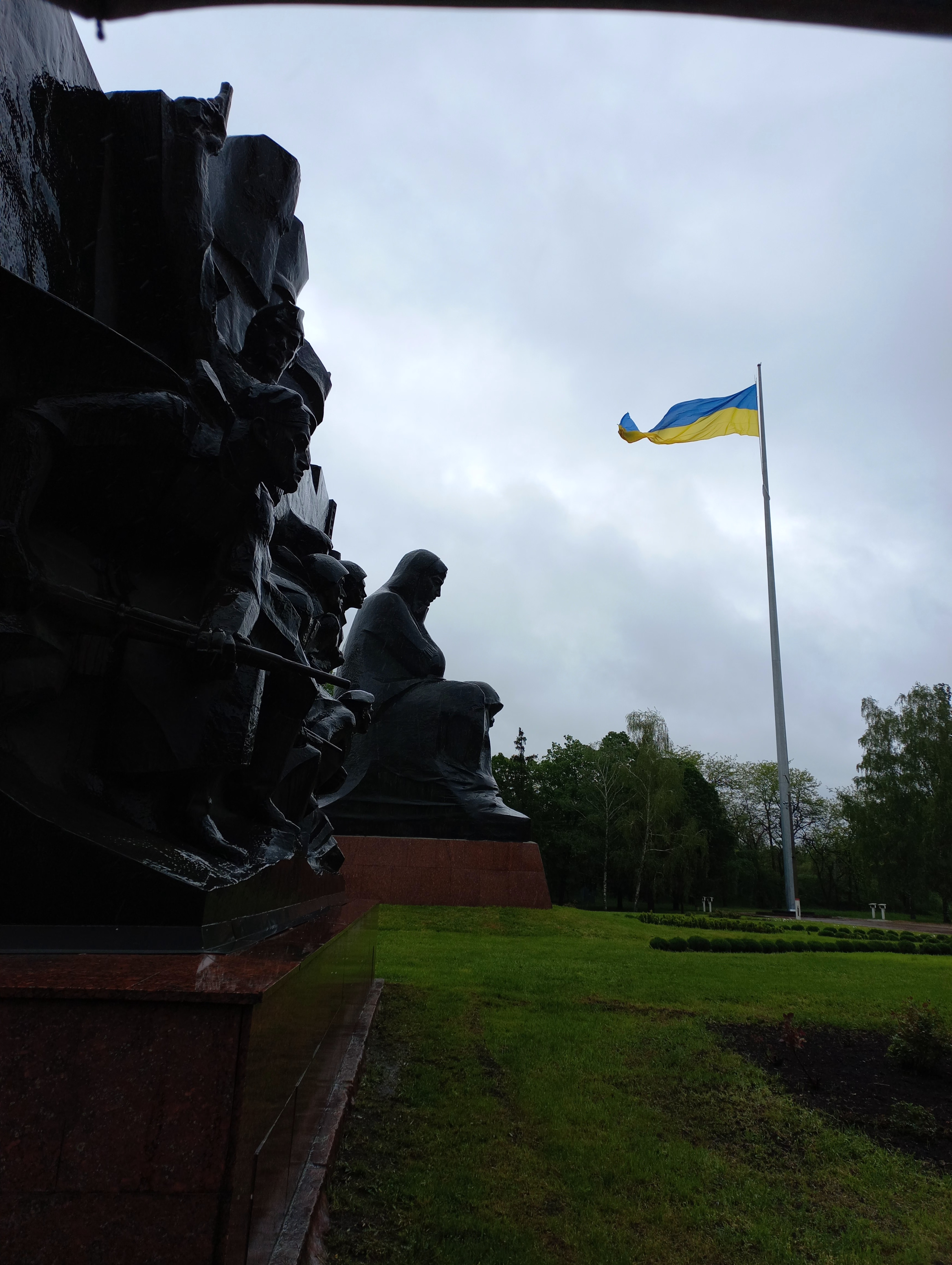
Статуī всерединi Фортецi святої Єлисавети, iсторичного центру Кропивницького i головноī пам'ятки Кiровоградщини

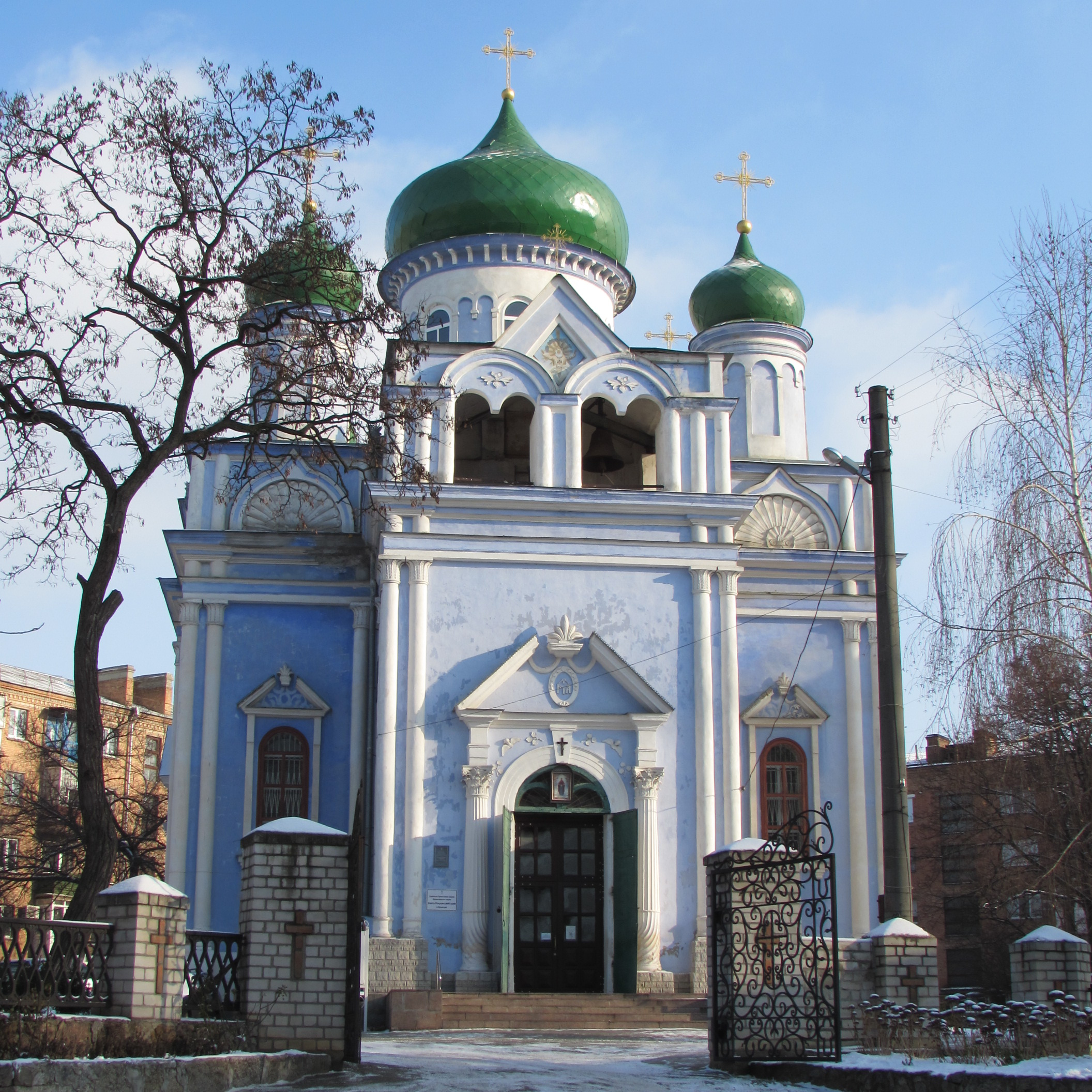
Покровська церква у Кропивницькому

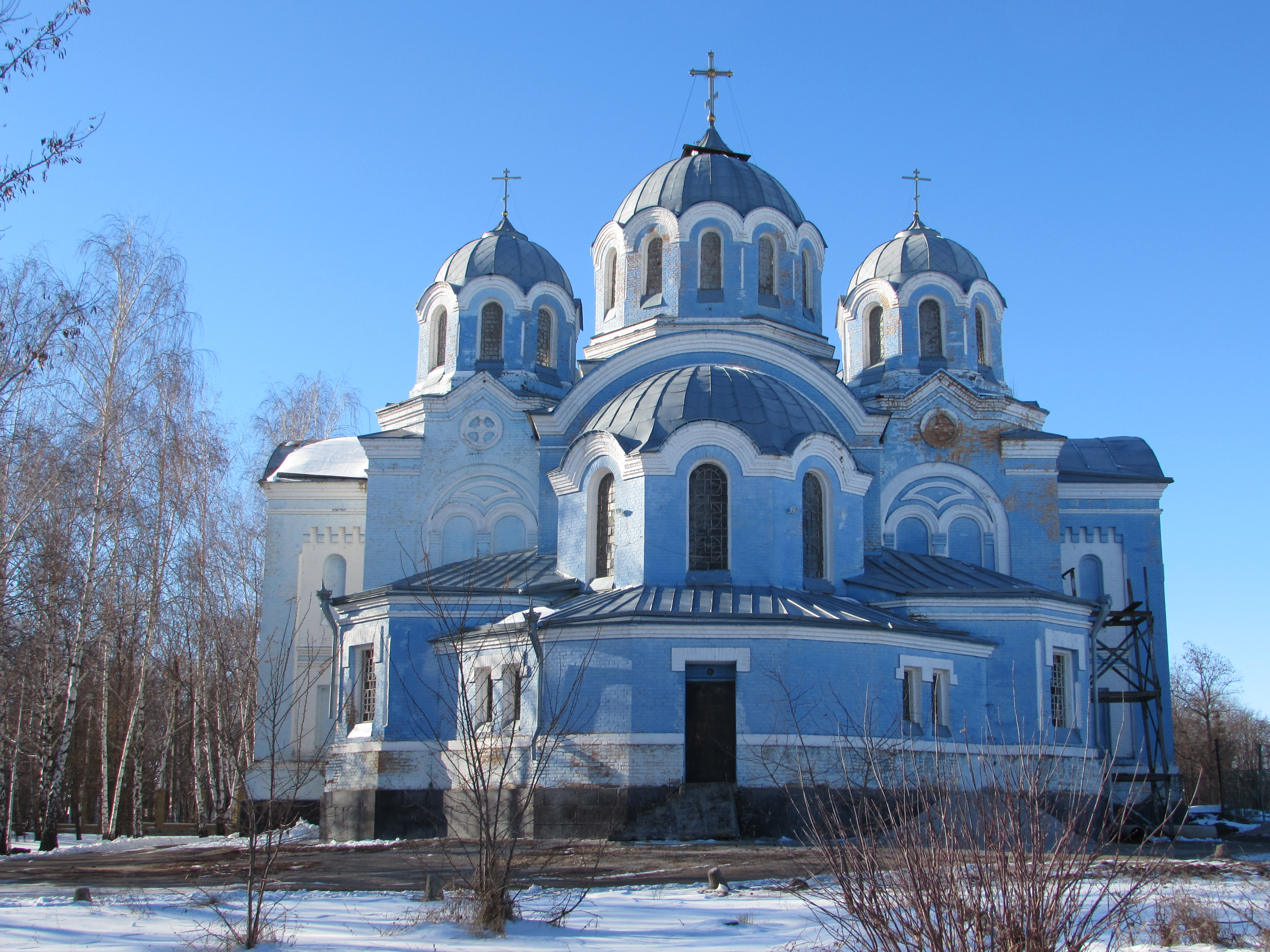
Вознесенська церква у Бобринці

Туризм у Кіровоградській області поки що розвинений слабо. Але завдяки зручному географічному положенню (у центрі України), сприятливому клімату, значному рекреаційному потенціалу, можна сподіватися на стрімкий розвиток туризму.
Станом на 2010 рік в області було 18 готелів, із зальною кількістю номерів 859
Найцікавіші об'єкти туризму:
- Залишки укріплень Чорноліського городища VII ст. до н. е.;
- Фортеця святої Єлисавети XVIII ст.;
- Комплекс кавалерійського юнкерського училища XIX ст.;
- Свято-Покровська церква 1849 р.;
- Грецько-Володимирська церква (Кафедральний Собор) XIX ст.;
- Хрестовоздвиженська церква — усипальниця Раєвських 1833—1855 р.;
- Комплекс лікарні Св. Анни Червоного Хреста — неоросійський стиль XIX-ХХ ст.;
- Краєзнавчий музей в обласному центрі  — приватний будинок у стилі модерн 1885—1905 рр.;
- Синагога в обласному центрі XIX ст.;
- Колишня гімназія 1891—1898 рр.;
- Міська лікарня в Новомиргороді 1910—1913 рр.;
- Театр XIX ст. в обласному центрі;
- Свято-Вознесенська церква в Бобринці 1898—1912 рр.;
- Свято-Миколаївська церква в Бобринці 1853—1873 рр.;
- Онуфріївський парк XVIII ст.

## Відомі люди

### В області народились
- Кропивницький Марко Лукич (1840—1910) — український письменник, драматург, театральний актор. З іменем Кропивницького пов'язані створення українського професійного театру на підросійській частині України й наступний етап розвитку реалістичної драматургії.
- Іван Карпенко-Карий (1845—1907) — український письменник, драматург, актор, ерудит, один з корифеїв українського побутового театру.
- Микола Карпович Садовський (1856—1933) — український актор, режисер і громадський діяч. Корифей українського побутового театру. Брат Івана Карпенка-Карого, Панаса Саксаганського й Марії Садовської-Барілотті.
- Русанов Аркадій Васильович (1875—1935) — полковник Армії УНР.
- Винниченко Володимир Кирилович (1880—1951) — український політичний та державний діяч, прозаїк, драматург та художник.
- Григор'єв Матвій Олександрович (1883—1919) — український радянський військовий і громадсько-політичний діяч доби Громадянської війни 1917—1921 років, один з яскравих представників явища Отаманщини
- Гулий-Гуленко Андрій Олексійович (1886—1929) — український військовий діяч часів УНР, отаман та генерал-хорунжий армії УНР.
- Нестеренко Герасим Онуфрійович (псевдонім Орел), (1890—?) — український військовий та громадський діяч часів УНР, Головний отаман Холодного Яру.
- Хмара Пилип Панасович (1891—1921) — військовий діяч часів УНР, Отаман Чорного лісу.
- Долуд Андрій (1893—1976) — український військовий діяч, полковник Армії УНР (генерал-хорунжий в еміграції).
- Горячко Сергій (1896—1962) — український військовий та громадський діяч, учасник бою під Крутами 1918 р.
- Маланюк Євген Филимонович (1897—1968) — український письменник, культуролог-енциклопедист, публіцист, літературний критик, сотник Армії УНР, «Імператор залізних строф».
- Пестушко Костянтин Юрійович (псевдонім Кость Степовий-Блакитний; (1898—1921) — військовий діяч, отаман Степової дивізії, Головний отаман Холодного Яру.
- Яновський Юрій Іванович (1902—1954) — український поет та романіст. Один із найвизначніших романтиків в українській літературі першої половини XX століття. Редактор журналу «Українська література», військовий журналіст. Ветеран Армії УНР.
- Сердюк Анатолій Григорович (*1939) — відомий вчений та педагог, професор, член-кореспондент НААН України, лауреат Державної премії України в галузі науки і техніки.
- Маринич Олександр Мефодійович (1920—2008) — географ-геоморфолог, член-кореспондент НАН України.
- Авдієвський Анатолій Тимофійович (1933—2016) — хоровий диригент, композитор, народний артист СРСР (1983)
- Таран-Терен Віктор Васильович (*1941) — український політик та письменник. Народний депутат України ІІ — VI скликань. Член правління Національної спілки письменників України.
- Бондаренко Віталій Михайлович (*1948) — доктор фізико-математичних наук, професор, лауреат Державної премії України в галузі науки і техніки.
- Скирда Тамара Іванівна (*1925) — фундатор, перший ректор Київського торговельно-економічного інститута/Київського державного торговельно-економічного університету. Професор, кандидат філосовських наук.
- Скляренко Віталій Григорович (1937—2020) — мовознавець, академік НАН України, Заслужений діяч науки і техніки України.
- Косін Юрій Олександрович (1948—2022) — відомий український фотограф, медіа-художник, лауреат національних конкурсів, учасник міжнародних виставок.
- Бірча Ігор Ярославович (*1974) — український актор і автор популярних розважально-гумористичних телепередач.
- Пятов Андрій Валерійович (*1984) — український футболіст, багаторічний воротар донецького «Шахтаря».
- Коноплянка Євген Олегович (*1989) — український футболіст, лівий вінгер збірної України.
- Лещенко Олександр Володимирович (*1989) — український хореограф-постановник і танцівник, художній керівник балету «Форсайт»(Foresight).
- Савраненко Альона Олегівна, більш відома як alyona alyona (*1991) — українська реп-співачка та авторка пісень.
- Хайат Андрій Олександрович, більш відомий просто як Khayat (*1997) — український співак та автор пісень, що працює в жанрі фольктроніка.